# Pagurus kennerlyi
Pagurus kennerlyi is een tienpotigensoort uit de familie van de Paguridae. De wetenschappelijke naam van de soort is voor het eerst geldig gepubliceerd in 1854 door Stimpson.